# Michael Redd
Michael Wesley Redd, född 24 augusti 1979 i Columbus i Ohio, är en amerikansk före detta basketspelare. Han var med och tog guld i OS 2008 i Peking. Detta var USA:s trettonde basketguld i olympiska sommarspelen.

## Lag
- Milwaukee Bucks (2000–2011)
- Phoenix Suns (2011–2012)